# Sud Ouest Vautour
El SO-4050 Vautour fue un modelo de caza polivalente francés producido por la empresa SNCASO (Société Nationale des Constructions Aéronautiques du Sud-Ouest, o comúnmente llamada, Sud-Ouest) y utilizado por la Armée de l'air (AdA, Ejército del Aire Francés). Se construyeron 149 ejemplares, de los cuales 28 de estos aviones fueron comprados por la Fuerza Aérea Israelí.
El Vautour fue operado por la Armée de l'Air de Francia, originalmente desarrollado por Sud Aviation en respuesta a un requerimiento francés de que un avión de reacción realice el bombardero, ataque de bajo nivel y misiones de intercepción para todo clima. Entre otras funciones, el Vautour fue operado en la capacidad de disuasión nuclear por la Fuerza de Frappe bajo el Commandement des Forces Aériennes Stratégiques; Cada avión era adecuado para el transporte de una sola arma nuclear. Sin embargo, las deficiencias del tipo en el rol de bombardeo, como su falta de radar u otros sistemas avanzados de navegación / ataque, llevaron a que el tipo fuera reemplazado como bombardero por el Dassault Mirage IV más capaz. El Vautour nunca vio el uso de combate con la Fuerza Aérea francesa.
Además de Francia, el único otro cliente para el Vautour era Israel. Durante su servicio con la Fuerza Aérea Israelí (IAF), el tipo emprendió varias misiones y roles y se utilizó rápidamente en el combate activo. Los Vautours se utilizaron para realizar ataques ofensivos durante múltiples conflictos importantes entre Israel y sus vecinos, incluida la Guerra de los Seis Días y la Guerra del Desgaste. Solamente se registró una sola muerte aire-aire como realizada por un Vautour; el tipo fue más utilizado para bombardear y disparar contra objetivos terrestres y, según informes, Israel lo consideraba un contemporáneo de los bombarderos medianos Ilyushin Il-28 de fabricación soviética utilizados por sus adversarios regionales. A principios de la década de 1970, el Vautour fue reemplazado en última instancia por el Douglas A-4 Skyhawk, de fabricación estadounidense.

## Desarrollo
En junio de 1951, el Ejército del Aire francés solicitaba un avión a reacción capaz de actuar como un caza polivalente. La SNCASO adaptó su bombardero S.O. 4000 para hacer frente a la demanda y su primer prototipo, el S.O. 4050, realizó su primer vuelo el 16 de octubre de 1952.
La aeronave recibió el nombre de Vautour II (buitre en español) y se construyeron tres versiones distintas de la misma (la IIA, IIB y IIN). Entró en servicio en el AdA en 1958 y fue retirado en 1979 sin haber entrado en combate en ninguna ocasión. Fue criticado por su falta de potencia y por estar obsoleto. A pesar de ser un avión decente en sus orígenes, sus motores nunca le otorgaron suficiente potencia. Como interceptor fue superado por el Mirage III, y como bombardero o avión de ataque, estaba limitado por su falta de sistema de navegación. 
El único país que importó el Vautour fue Israel. Compró 28 unidades que entraron en servicio en 1958. Los cazas entraron en combate directo durante la Guerra de los Seis Días y la Guerra de Desgaste. Realizaron acciones de bombardeo, ametrallamiento y se involucraron en combates aéreos. En la Guerra de los Seis Días, los Vautours combatieron repetidamente durante tres días contra las fuerzas aéreas iraquíes mientras bombardeaban el aeropuerto H-3 situado al oeste de Irak. El 6 de junio de 1967, el capitán Ben-Zion Zohar anotó la única victoria aérea realizada con este avión cuando derribó un Hawker Hunter iraquí, aunque al día siguiente fueron derribados dos Vautours en otro combate aéreo. En total, fueron derribadas 15 aeronaves. Israel fue retirando del servicio al Vautour II a partir de 1971, siendo sustituido por el A-4 Skyhawk. La última aeronave dejó el servicio activo en marzo de 1972 tras servir como señuelo en el Sinaí. Israel quedó complacido por la versatilidad y el alcance de las aeronaves y fueron bien reconocidos en el servicio israelí.

## Diseño
El Vautour II tenía alas en flecha en un ángulo de 35°. Contaba con dos reactores SNECMA Atar acoplados a las alas y tenía un tren de aterrizaje estilo triciclo. En el interior de su fuselaje contaba con un gran tanque de combustible interno y una bodega de 5 metros de largo donde transportaba las bombas.
La versión del Vautour IIB carecía de radar u otro sistema de navegación o ataque moderno. Utilizaba una mira Norden de la Segunda Guerra Mundial colocada en una sección de cristal en el morro como medio para dirigir sus bombas. Las versiones IIA y IIB estaban limitadas al vuelo diurno y sin condiciones meteorológicas adversas. La versión IIN podía realizar vuelos nocturnos y bajo peores condiciones atmosféricas gracias a su  radar. Durante su servicio en la fuerza aérea israelí, sus misiones fueron habitualmente diurnas y con buen tiempo y su falta de sistemas de navegación avanzados no resultó una lacra, aunque en Europa se considerara su mayor problema. Por ello mismo Francia convirtió a la mayoría de sus bombarderos IIB en aviones de reconocimiento. i
El Vautour IIB podría haber transportado en su bodegas una arma nuclear AN-11 o AN-22, aunque la primera aeronave francesa que transportó una, fue el Mirage IV.

## Producción.
Se produjeron un total de 149 aeronaves divididas en:
- Prototipos: 3
- Preproducción: 6
- IIA: 30 (13 para Francia, 17 para Israel)
- IIB: 40 (36 para Francia, 4 para Israel)
- IIN: 70 (63 para Francia, 7 para Israel)

## Historial operacional

### Servicio Francés
Originalmente, la AdA tenía la intención de ordenar un total de 440 Vautours, que comprendían 300 del modelo IIA y 140 de la variante IIN. Sin embargo, los planes se modificaron; en última instancia, ningún AII de Vautour ingresaría al servicio de AdA y se creía que se habían construido alrededor de 30, de los cuales 18 se vendieron a Israel a un precio relativamente bajo. En lugar del IIA, se adquirió el Vautour IIB, que era adecuado para realizar bombardeos de nivel en todas las altitudes, así como el perfil de ataque con bombardeo de lanzamiento a baja altitud. Para abordar una deficiencia del Vautour que se había determinado en la vida media de servicio, siendo este su rango limitado en comparación con los bombarderos estratégicos contemporáneos, se puso un énfasis considerable en la introducción y perfeccionamiento de las técnicas de reabastecimiento de combustible aéreo en el AdA. Esto llevó a la adopción de un 'paquete de amigos' para permitir que los pares de Vautours se reabastecieran de combustible entre sí en el aire, lo que permite abordar mejor el factor de alcance.
Una flota de 40 Vautour IIB operados por AdA constituía el componente aéreo original de la Fuerza de Frappe francesa, el Commandement des Forces Aériennes Stratégiques Stratiques (CFAS) de la Fuerza Aérea Francesa, que se había establecido durante 1955. Sin embargo, su uso en se determinó que el rol de bombardero estratégico era menos que óptimo; supuestamente, el rendimiento del Vautour se consideraba, por lo general, marginal y adecuado para su uso como medida de interrupción en el mejor de los casos. Las deficiencias del tipo contribuyeron a que Francia emitiera un requisito más estricto que exige que se desarrolle un nuevo avión bombardero de alto rendimiento para llevar a cabo la misión estratégica. Si bien Sud Aviation realizó esfuerzos para diseñar variantes mejoradas del Vautour para cumplir con las nuevas demandas, el AdA optó por perseguir la propuesta de la compañía de aviones rival Dassault Aviation, que finalmente resultó en el despliegue del Mirage IV, que finalmente sucedió al Vautour en El papel del bombardeo en el servicio francés.
Ya en 1955, se estaban elaborando acuerdos preliminares para la adquisición por parte de Israel del Vautour y se estaban estableciendo planes avanzados para su despliegue. A principios de 1957, el tipo fue seleccionado oficialmente para reemplazar al de Havilland Mosquito, construido por los británicos y en servicio a la Fuerza Aérea Israelí (IAF). El 1 de agosto de 1957, el primer Vautour llegó a Israel, entregado en secreto a través de las bases aéreas francesas en Túnez y con la marca AdA. Los aviones fueron entregados a una tasa de 1 o 2 por mes. Al parecer, su entrada en servicio se había retrasado varios meses debido a problemas políticos entre Israel y Francia, que se resolvieron cuando este último otorgó el permiso para comenzar las operaciones. Las entregas del tipo se completaron en 1958. Durante agosto de 1958, la existencia de Vautours israelíes se reveló públicamente en una exhibición aérea.
Crosbie describió al Vautour como "el sistema de entrega más importante de Israel en ese momento", y también observó que posee la capacidad de lanzar ataques contra la mayoría de los objetivos egipcios con una carga útil de 6,000-8,000 libras de bombas. La IAF envió un par de escuadrones equipados con el tipo. En el servicio israelí, el Vautour se usó para realizar muchos roles diferentes, la variante IIN inicialmente se encargó de operaciones de caza nocturnas, antes de pasar al rol de ataque o de convertirse para realizar operaciones de reconocimiento aéreo o de guerra electrónica. El Vautour demostró ser bastante capaz como un avión de reconocimiento; el 23 de enero de 1962, uno sobrevoló a través de Egipto hasta la frontera con Libia, evitando los repetidos intentos de interceptación; durante los años siguientes, el tipo se usó para reunir evidencia de misiles de superficie a aire (SAM) soviéticos presentes en Egipto. Del mismo modo, en la misión de guerra electrónica, el avión demostró ser eficaz para deshabilitar las defensas aéreas egipcias a través del equipo de interferencia a bordo.

### Servicio Israelí
En el servicio israelí, el Vautour tenía una carrera de combate relativamente activa. Ya en 1959, el tipo se utilizaba contra objetivos egipcios; el Vautour también participaría en una serie de acciones a lo largo de los principales conflictos entre Israel y sus vecinos, incluida la Guerra de los Seis Días y la Guerra del Desgaste. Los Vautours israelíes se usaban normalmente para realizar bombardeos y tiroteos, junto con varios enfrentamientos aire-aire. Durante la Guerra de los Seis Días, los Vautours israelíes participaron en un combate aire-aire con aviones de la Fuerza Aérea iraquí mientras se encontraban en el proceso de realizar misiones de ataque contra el aeródromo H-3 en la región occidental de Irak. El 6 de junio de 1967, el capitán Ben-Zion Zohar anotó la única victoria aérea del tipo, después de haber derribado a un Hawker Hunter iraquí durante uno de esos enfrentamientos, aunque esto no significaba que el avión tuviera una clara ventaja sobre este último, enfatizado por un par de Vautours. derribado después de haber sido alcanzado por disparos de cañones de cazadores iraquíes al día siguiente. En total, se registraron un total de 15 Vautours perdidos en combate. Los ejemplos restantes del tipo se retiraron durante 1971 a favor del Douglas A-4 Skyhawk, construido en Estados Unidos; el último avión dejó el servicio operativo en marzo de 1972, y su último papel fue el de un avión volado en las proximidades del Sinaí. Los israelíes estaban satisfechos con la variedad y versatilidad del Vautour, y fue bien considerado en el servicio israelí.

## Variantes
- S.O. 4050-01: Prototipo de caza de todo tipo de clima para dos asientos, impulsado por dos motores Atar 101B de 23.5 kN (5,291 lb). Primero volé el 16 de octubre de 1952. Uno construyó.
- S.O. 4050-02: Prototipo de ataque a tierra de un solo asiento, impulsado por dos motores Atar 101D Atar 101D de 27.6 kN (6.217 lb). Primero voló el 16 de diciembre de 1953. Uno construido.
- S.O. 4050-03: Prototipo de bombardero de dos asientos, impulsado por dos motores de turborreactores Siddeley Sapphire de Armstrong. Primero volé el 5 de diciembre de 1954. Uno construido.

El Vautour se produjo en tres variantes principales, que tenían un 90% de características comunes:
- IIA: Aviones de ataque de un solo asiento y largo alcance, armados con cañones y bombas (transportados internamente o en cuatro torres de apoyo)

- IIN: Interceptor para todo tipo de clima, con dos asientos, con el radar DRAC-25AI o DRAC-32AI en la nariz, piloto y copiloto en asientos en tándem, armados con cañones, misiles aire-aire y (teóricamente) cohetes no guiados. La designación se cambió más tarde a II-1N.

- IIB: Bombardero de dos asientos con posición de punta acristalada para bombarderos / observadores que reemplazan el paquete de cañones, transportan bombas internamente y en torres de apoyo.

Algunos aviones IIB se convirtieron a varios roles especializados, principalmente reconocimiento (IIBR y IIBN), ECM y eventualmente tirón objetivo (IIB-TT).

## Especificaciones (Vautour IIA)
Referencia datos: http://www.airvectors.net/avmir4.html

### Características generales
- Tripulación: 1
- Longitud: 15,57 m
- Envergadura: 15,10 m
- Altura: 4,94 m
- Superficie alar: 45 m²
- Peso vacío: 10 000 kg
- Peso cargado: 17 500 kg
- Planta motriz: 2× SNECMA Atar 101E-3.
  - Empuje normal: 34,3 kN (3498 kgf; 7711 lbf) de empuje cada uno.

### Rendimiento
- Velocidad nunca excedida (Vne): 1100 km/h
- Alcance: 5400 km
- Techo de vuelo: 15 200 m
- Régimen de ascenso: 60 m/s
- Carga alar: 403 kg/m²

### Armamento
- Cañones: 

  - 4x DEFA de 30 mm
- Bombas: 

  - 6 de 450 kg
- Cohetes: 

  - 116 de 68 mm
- Otros: tanques de napalm

### Aviones de función, configuración y época comparables.
Como caza-bombardero / bombardero ligero:
- Blackburn Buccaneer

- Douglas A-3 Skywarrior

- Douglas B-66 Destructor

- English Electric Canberra

- Ilyushin Il-28 / Hong H-5

Como interceptor de todo tiempo:
- Avro Canada CF-100 Canuck

- Gloster Javelin

- Yakovlev Yak-25

- Yakovlev Yak-28